# Annali della Scuola Normale Superiore di Pisa - Classe di Scienze
Annali della Scuola Normale Superiore di Pisa - Classe di Scienze is een internationaal, aan collegiale toetsing onderworpen wetenschappelijk tijdschrift op het gebied van de wiskunde.
De naam wordt in literatuurverwijzingen meestal afgekort tot Ann. Scuola Norm-Sci.
Het wordt uitgegeven door de Scuola normale superiore di Pisa en verschijnt 3 keer per jaar. Het van oorsprong Italiaanstalige tijdschrift publiceert tegenwoordig in het Engels.